# Eleutherodactylus nortoni
Eleutherodactylus nortoni là một loài ếch trong họ Leptodactylidae.
Loài này có ở Cộng hòa Dominica và Haiti.
Các môi trường sống tự nhiên của chúng là các khu rừng ẩm ướt đất thấp nhiệt đới hoặc cận nhiệt đới hoặc montanes, và hang. Loài này đang bị đe dọa do mất môi trường sống.